# غيلبرت أليسون
غيلبرت أليسون (بالإنجليزية: Gilbert Alison)‏ هو سياسي أسترالي، ولد في 20 مايو 1933 في ماريبورو في أستراليا. حزبياً، نشط في الحزب الوطني الأسترالي في كوينزلاند ‏. وقد انتخب عضو المجلس التشريعي ولاية كوينزلاند عن دائرة Electoral district of Maryborough (Queensland) ‏ (22 أكتوبر 1983 – 2 ديسمبر 1989) وانتخب عضو المجلس التشريعي ولاية كوينزلاند عن دائرة Electoral district of Maryborough (Queensland) ‏ (24 يوليو 1971 – 12 نوفمبر 1977).